# Aztech - The Movie
Aztech es una película de fantasía, sci-fi y horror dirigida por diversos cineastas mexicanos especializados en el cine fantástico y producida por Isaac Basulto (Productor General), Isaac Ezban, Miguel Ángel Marín y Ulises Guzmán. 

## Sinopsis
Antiguas profecías Aztecas se cumplen, tras la caída de fragmentos de meteoros y material extraterrestre que impactan la tierra. Sucesos extraños ocurren en los diferentes espacios y tiempos de las colisiones.
Esta película, dividida en segmentos, cada historia relata el cumplimiento de una profecía Azteca.

## Concepto
La antología Aztech está compuesta por nueve segmentos que ofrecen exploraciones, dimensiones y texturas fantásticas, rara vez abordadas en el cine latinoamericano. Elementos de la cosmovisión Azteca, se hacen presentes en la película. Las premisas socioculturales mexicanas y latinoamericanas en las historias, presentan personajes prosaicos del México contemporáneo y enfrentan situaciones bizarras, fantásticas y horrorosas.

## Producción
La cinta se filmó en la Ciudad de México y diversos Estados de la República Mexicana, como Yucatán, Morelos, Veracruz y el Estado de México. También tuvo locaciones en el extranjero: en Nueva York (EUA) y Vancouver B.C. (Canadá).
AZTECH comenzó su rodaje en locaciones de Vancouver B.C. Canadá, con el segmento Dulce Muerte de Gigi Saul Guerrero. La muñeca del terror ha inyectado a la película su mefistofélica creatividad, la publicación Variety la describió como parte de la nueva ola de talentos latinos. Con Blumhouse dirigió Culture Shock (2019).

## Segmentos
| Segmento         | Dirección                    | Reparto                                                           |
| ---------------- | ---------------------------- | ----------------------------------------------------------------- |
| El Camino        | Fernando Campos, Jaime Jasso | Gustavo Sánchez Parra, Yam Acevedo, Israel Islas                  |
| Los Solitarios   | Rodrigo Ordóñez              | Sofía Espinosa, Ignacio Guadalupe,                                |
| Ulises           | Jorge Malpica                | José Manuel Poncelis, Michelle Betancourt                         |
| Dulce Muerte     | Gigi Saul Guerrero           | Luis Javier, Mike Kovac, Nathan Dashwood, Nisreen Slim            |
| Coleccionistas   | Leopoldo Laborde             | Eduardo Longoria, Paul Act, Luis Fernando Schivÿ, Clarence Schivÿ |
| Umbral           | Francisco Laresgoiti         | Diego Ávila Mora, Victor Cruz Ortega                              |
| Cárcel de dioses | Ulises Gúzman                | Elpidia Carrillo, Ramón Medina, Sergio Rued                       |
| ATL              | J. Xavier Velasco            | Naian González Norvind                                            |
| El Sexto Sol     | Alejandro Molina             | Ximena Romo, Fernando Becerril, José Antonio Becerra Badillo      |

## Reparto
- Ramón Medina
- Gustavo Sánchez Parra
- Elpidia Carrillo
- José Manuel Poncelis
- Naian González Norvind
- Ximena Romo
- Ignacio Guadalupe
- Sofía Espinosa
- Fernando Becerril